# Wilhelm Bleek (Politikwissenschaftler)

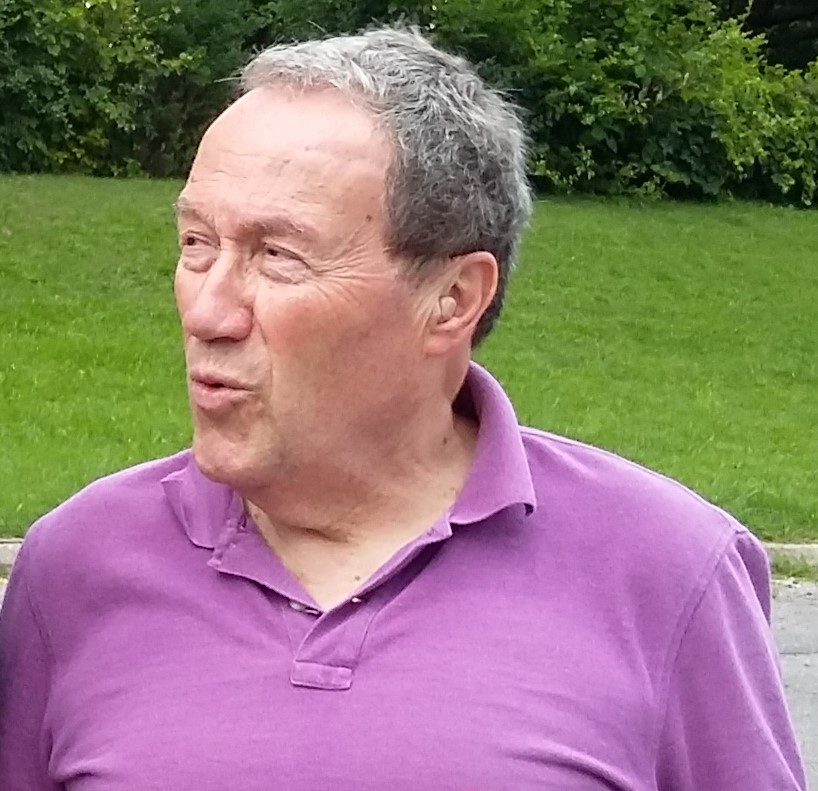
Wilhelm Bleek, 2017

Wilhelm Bleek (* 8. September 1940 in Bonn) ist ein deutsch-kanadischer Politikwissenschaftler, der historisch orientiert arbeitet.

## Leben und Wirken
Wilhelm Bleek studierte von 1960 bis 1961 an der Universität Bonn Geschichte sowie Mathematik. 1961 wechselte er auf Empfehlung von Karl Dietrich Bracher an die Freie Universität Berlin und setzte dort sein Studium mit der Fächerkombination Politologie, Neuere Geschichte, Pädagogik und Öffentliches Recht fort. Bei Ernst Fraenkel erlangte Bleek 1965 am Otto-Suhr-Institut sein Diplom mit der Gesamtnote „Sehr gut“.
Daran anschließend erfolgte 1969 die Promotion ebenfalls an der FU Berlin. Seine von Gerhard A. Ritter betreute Dissertation zum Thema Von der Kameralausbildung zum Juristenprivileg untersuchte die sozial- und verwaltungsgeschichtlichen Voraussetzungen für die Aufnahme in den höheren allgemeinen Verwaltungsdienst in Deutschland. Im gleichen Jahr setzte Bleek seine akademische Karriere an der Sozialwissenschaftlichen Fakultät der Ludwig-Maximilians-Universität München fort. Hier habilitierte er sich bei Kurt Sontheimer, dessen wissenschaftlicher Assistent er von 1969 bis 1981 war. Die Habilitationsschrift beschäftigte sich mit der Deutschlandpolitik der SED und der Staatsgründung der DDR. Zusammen mit Kurt Sontheimer veröffentlichte Bleek 1972 nach der Normalisierung der innerdeutschen Beziehungen eine in der politischen Bildungsarbeit der Bundesrepublik einflussreiche Überblicksdarstellung zum politischen, gesellschaftlichen und wirtschaftlichen System der DDR.
1981 erhielt Bleek an der Ruhr-Universität Bochum einen politikwissenschaftlichen Lehrstuhl unter Berücksichtigung der „Politischen Systeme in Deutschland: Bundesrepublik Deutschland und DDR“. Mitte der 1980er Jahre übernahm er zweimal eine Gastprofessor an der University of Toronto. Im Mittelpunkt seiner Lehre und Forschung stand in diesen Jahren die vergleichende Deutschlandforschung. 1990/91 wirkte Bleek nach der Wende in der DDR und der deutschen Vereinigung am Aufbau seines Faches an der Humboldt-Universität zu Berlin mit.
Wilhelm Bleek führte unter anderem das Standardwerk Das politische System der Bundesrepublik Deutschland Kurt Sontheimers in zahlreichen Neuauflagen seit 1997 fort. Seit der Mitte der 1990er Jahre gilt sein besonderes Interesse der Geschichte der deutschen Politikwissenschaft, auch im internationalen Vergleich. Im Jahr 2001 wurde seine Geschichte der Politikwissenschaft in Deutschland veröffentlicht.
Im September 2010 erschien Bleeks Biographie des vormärzlichen Politiklehrers, Historikers und Verfassungspolitikers Friedrich Christoph Dahlmann, der 1837 als Wortführer der sieben Göttinger Professoren, die gegen den Verfassungsbruch des neuen hannoverschen Königs protestierten, zu gesamtdeutscher Prominenz aufrückte. Diesem Buch ließ er 2012 eine Edition der Rechtfertigungsschriften der Göttinger Sieben und 2019 eine Darstellung der Epoche des Vormärz in 23 Miniaturen folgen.
Bleeks wissenschaftliches Werk entwickelte sich in vier Phasen vom Schwerpunkt in Verwaltungspolitik und -geschichte über die DDR- und vergleichende Deutschlandforschung zur Geschichte der Politikwissenschaft und schließlich zur Geschichte des Vormärz.
Bleek ist Mitglied im Wissenschaftlichen Rat der Brüder Grimm-Gesellschaft. 2024 erhielt er den Brüder-Grimm-Preis der Philipps-Universität Marburg.

## Privates
Wilhelm Bleek lernte seine Frau, eine US-amerikanische Gaststudentin, während seiner Zeit in München kennen. Die beiden heirateten 1973 und sind Eltern zweier Kinder. Der Sohn Philipp C. Bleek ist Professor für Fragen der internationalen Sicherheit am Middlebury Institute of International Studies in Monterey (Kalifornien). Seit seiner Emeritierung im Jahr 2005 lebt Bleek zusammen mit seiner Frau in Toronto, Kanada.
Der Theologe Friedrich Bleek (1793–1859) ist Wilhelm Bleeks Ururgroßvater, der Sprachwissenschaftler Wilhelm Bleek sein Urgroßonkel und der Marburger Oberbürgermeister Karl Theodor Bleek sein Onkel.

## Schriften (Auswahl)
Bücher
- Von der Kameralausbildung zum Juristenprivileg. Studium, Prüfung und Ausbildung der höheren Beamten des allgemeinen Verwaltungsdienstes in Deutschland im 18. und 19. Jahrhundert. Colloquium Verlag, Berlin 1973, ISBN 3-7678-0330-5.
- mit Kurt Sontheimer: Die DDR. Politik, Gesellschaft, Wirtschaft. Hoffmann & Campe, Hamburg 1979, ISBN 3-455-09062-1.
- mit Hanns W. Maull (Hrsg.): Ein ganz normaler Staat? Perspektiven nach 40 Jahren Bundesrepublik. Piper, München/Zürich 1989, ISBN 3-492-11028-2.
- mit Lothar Mertens: DDR-Dissertationen. Promotionspraxis und Geheimhaltung von Doktorarbeiten im SED-Staat. Westdeutscher Verlag, Opladen 1994, ISBN 3-531-12614-8.
- Geschichte der Politikwissenschaft in Deutschland. C. H. Beck, München 2001, ISBN 3-406-49602-4.
- Friedrich Christoph Dahlmann. Eine Biographie. C. H. Beck, München 2010, ISBN 978-3-406-60586-4.[2]
- mit Andreas Anter: Staatskonzepte. Die Theorien der bundesdeutschen Politikwissenschaft. Campus, Frankfurt am Main/ New York 2013, ISBN 978-3-593-39895-2.
- mit Andrea Gawrich: Grundzüge des politischen Systems Deutschlands. Völlig überarbeitete Neuausgabe. Piper, München 2007, ISBN 978-3-492-25148-8.
- Vormärz. Deutschlands Aufbruch in die Moderne. Szenen aus der deutschen Geschichte 1815–1848. C. H. Beck, München 2019, ISBN 978-3-406-73533-2.[3]

Sammelbände
- mit Lothar Mertens (Hrsg.): Bibliographie der geheimen DDR-Dissertationen. 2 Bände, Saur, München 1994, ISBN 3-598-11209-2.
- mit Hans J. Lietzmann (Hrsg.): Schulen der deutschen Politikwissenschaft. Leske und Budrich, Opladen 1999, ISBN 3-8100-2116-4.
- mit Hans J. Lietzmann (Hrsg.): Klassiker der Politikwissenschaft. Von Aristoteles bis David Easton. C. H. Beck, München 2005, ISBN 3-406-52794-9.
- mit Thomas Becker und Tilman Mayer (Hrsg.): Friedrich Christoph Dahlmann – ein politischer Professor im 19. Jahrhundert. V & R Unipress, Göttingen 2012, ISBN 978-3-89971-945-1.
- mit Bernhard Lauer (Hrsg.): Protestation des Gewissens. Die Rechtfertigungsschriften der Göttinger Sieben (= Schriften der Brüder Grimm-Gesellschaft. Neue Folge, Band 36). Brüder Grimm-Gesellschaft, Kassel 2012, ISBN 978-3-940614-29-2.